# WTA-toernooi van Denver
Het WTA-toernooi van Denver is een voormalig tennistoernooi voor vrouwen dat tussen 1972 en 1991 onregelmatig plaatsvond in de Amerikaanse stad Denver. De officiële naam van het toernooi was meestal Virginia Slims of Denver. Eenmaal (in 1991) was de, op 14 kilometer afstand gelegen, stad Aurora plaats van handeling – het toernooi heette die keer Colorado Classic.
De WTA organiseerde het toernooi, dat laatstelijk in de categorie "Tier V" viel en werd gespeeld op overdekte tapijtbanen.
Er werd door 32 deelneemsters per jaar gestreden om de titel in het enkelspel, en door 16 paren om de dubbelspeltitel. Aan het kwalificatietoernooi voor het enkelspel namen 28 à 32 speelsters deel, met vier plaatsen in het hoofdtoernooi te vergeven.

## Officiële namen
| 1972–1974 | Virginia Slims of Denver |
| 1975      | Denver Majestic          |
| 1984–1985 | Virginia Slims of Denver |
| 1991      | Colorado Classic         |

## Enkel- en dubbelspeltitel in één jaar
| speelster        | in het jaar |
| ---------------- | ----------- |
| Billie Jean King | 1973        |

## Finales

### Enkelspel
| Datum      | Naam                 | Cat.   | ($)     | Ondergrond        | Winnares            | Verliezend finaliste | Uitslag       |
| ---------- | -------------------- | ------ | ------- | ----------------- | ------------------- | -------------------- | ------------- |
| 1972-08-14 | VS of Denver         |        | 25.000  | hardcourt, buiten | Nancy Gunter        | Billie Jean King     | 1-6, 6-4, 6-4 |
| 1973-07-30 | VS of Denver         |        | 30.000  |                   | Billie Jean King    | Betty Stöve          | 6-4, 6-2      |
| 1974-09-23 | VS of Denver         |        | 50.000  |                   | Evonne Goolagong    | Chris Evert          | 7-5, 3-6, 6-4 |
| 1975-09-22 | Denver Majestic      |        | 60.000  | hardcourt, binnen | Martina Navrátilová | Carrie Meyer         | 4-6, 6-4, 6-3 |
| 1984-01-16 | VS of Denver         |        | 50.000  | hardcourt, binnen | Mary-Lou Piatek     | Kim Sands            | 6-1, 6-1      |
| 1985-01-14 | VS of Denver         |        | 75.000  | tapijt, binnen    | Mareen Louie        | Zina Garrison        | 6-4, 4-6, 6-4 |
| 1991-02-11 | Colorado Classic (A) | Tier V | 100.000 | tapijt, binnen    | Lori McNeil         | Manon Bollegraf      | 6-3, 6-4      |

* (A) = Aurora

### Dubbelspel
| Datum      | Naam                 | Cat.   | ($)     | Ondergrond        | Winnaressen                   | Verliezend finalistes            | Uitslag       |
| ---------- | -------------------- | ------ | ------- | ----------------- | ----------------------------- | -------------------------------- | ------------- |
| 1972-08-14 | VS of Denver         |        | 25.000  | hardcourt, buiten | Françoise Dürr Lesley Hunt    | Helen Gourlay Karen Krantzcke    | 6-0, 6-3      |
| 1973-07-30 | VS of Denver         |        | 30.000  |                   | Rosie Casals Billie Jean King | Françoise Dürr Betty Stöve       | 3-2, opg.     |
| 1974-09-23 | VS of Denver         |        | 50.000  |                   | Françoise Dürr Betty Stöve    | Mona Schallau Pam Teeguarden     | 6-2, 7-5      |
| 1975-09-22 | Denver Majestic      |        | 60.000  | hardcourt, binnen | Françoise Dürr Betty Stöve    | Rosie Casals Martina Navrátilová | 3-6, 6-1, 7-6 |
| 1984-01-16 | VS of Denver         |        | 50.000  | hardcourt, binnen | Anne Hobbs Marcella Mesker    | Sherry Acker Candy Reynolds      | 6-2, 6-3      |
| 1985-01-14 | VS of Denver         |        | 75.000  | tapijt, binnen    | Mary-Lou Piatek Robin White   | Leslie Allen Sharon Walsh        | 1-6, 6-4, 7-5 |
| 1991-02-11 | Colorado Classic (A) | Tier V | 100.000 | tapijt, binnen    | Lise Gregory Gretchen Magers  | Patty Fendick Lori McNeil        | 6-4, 6-4      |

* (A) = Aurora